# Європейська РНДБ-мережа
Європейська РНДБ-мережа (англ. European VLBI Network, EVN) являє собою інтерферометричний масив радіотелескопів, розосереджених по території Європи (додатково і за її межами), за допомогою якого проводять унікальні, з високою кутовою роздільністю, радіоастрономічні спостереження космічних радіоджерел. Це найбільш високочутлива РНДБ-мережа в світі, завдяки участі в ній особливо великих радіотелескопів.

## Історія
EVN була створена в 1980 році консорціумом з п'яти основних європейських радіоастрономічних інститутів (Європейський консорціум з РНДБ). З 1980 року EVN і Консорціум становили 9 інститутів з 12 радіотелескопами у 8 країнах Західної Європи, а також пов'язаних з нею інститутів з телескопами в Польщі, Росії, Україні, Китаї і Південній Африці. Пропозиції про включення в мережу додаткових телескопів в Іспанії та Італії знаходяться на стадії розгляду, і, крім того, з EVN може бути зв'язана з 7-елементним інтерферометром в обсерваторії Джодрелл-Бенк у Великій Британії і з американським інтерферометром Very Long Baseline Array для створення «глобальної мережі». У 1993 було створено Об'єднаний інститут для РНДБ в Європі (JIVE).
З 2004 року почалися роботи за проєктом EXPReS [Архівовано 11 квітня 2021 у Wayback Machine.] зі з'єднання телескопів EVN між собою міжнародною волоконно-оптичною мережею для реалізації технології, відомої як електронна РНДБ (англ. e-VLBI). Проєкт EXPReS призначений для підключення телескопів через свої національні дослідницькі мережі і загальноєвропейську науково-дослідницьку мережу GÉANT2 і проведення перших астрономічних експериментів з використанням цієї нової технології. Це дозволить вченим скористатися можливостями e-VLBI для проведення подальших спостережень таких короткочасних астрономічних подій, як спалахи рентгенівських подвійних систем (мікроквазарів), вибухи наднових і гамма-сплески.
Цілі проєкту EXPReS — з'єднати волоконно-оптичними лініями зв'язку до 16 найбільш чутливих телескопів у світі на шести континентах з Центром обробки даних EVN, розташованим в інституті JIVE. Конкретні заходи включають в себе забезпечення підключення «останньої милі» і модернізації наявних ліній зв'язку з телескопами, оновлення корелятора для обробки до 16 потоків даних зі швидкістю до 1 Гбіт/с кожен в режимі реального часу і дослідження можливостей реалізації розподілених обчислень для заміни централізованого процесора обробки.
У листопаді 2009 року в EVN вступили три обсерваторії Російської РНДБ-мережі «Квазар» (Світле, Зеленчуцька і Бадари), як станції з постійною участю.

## Склад мережі

### Список постійно діючих радіотелескопів EVN
Таблиця складена на основі документа.
| Код інструмента в EVN | Обсерваторія        | Радіотелескоп         | Країна      |
| --------------------- | ------------------- | --------------------- | ----------- |
| Eb/Ef                 | Еффельсберг         | РТ-100м               | Німеччина   |
| Jb1                   | Джодрелл-Бенк       | РТ-76м им. Б. Ловелла | Англія      |
| Jb2                   | Джодрелл-Бенк       | РТ-25м Марк 2         | Англія      |
| Cm                    | Малларда (Кембридж) | РТ-32м                | Англія      |
| Wb                    | Вестерборк          | ВСРТ-14x25м           | Нідерланди  |
| Mc                    | Медичина            | РТ-32м                | Італія      |
| Nt                    | Ното                | РТ-32м                | Італія      |
| On25/On-85            | Онсала              | РТ-25м                | Швеція      |
| On20/On-60            | Онсала              | РТ-20м                | Швеція      |
| Sh                    | Шешан (Шанхай)      | РТ-25м                | КНР         |
| Ur                    | Урумчі              | РТ-25м                | КНР         |
| Tr                    | Півніце (Торунь)    | РТ4-32м               | Польща      |
| Mh                    | Метсахові           | РТ-14м                | Фінляндія   |
| Ys                    | Єбес                | РТ-40м                | Іспанія     |
| Ar                    | Аресібо             | РТ-305м               | Пуерто-Рико |
| Hh                    | Хартебеестхук       | РТ-26м                | ПАР         |
| Wz                    | Веттцель            | РТ-20м                | Німеччина   |
| Sv                    | Світле              | РТ-32м                | Росія       |
| Zc                    | Зеленчуцька         | РТ-32м                | Росія       |
| Bd                    | Бадари              | РТ-32м                | Росія       |

### Список сторонніх радіотелескопів
Список сторонніх радіотелескопів, на яких були проведені початкові випробування EVN:
- РТ-70
- Вентспілський міжнародний радіоастрономічний центр